# ناحیه زالتسبورگ-اومگه‌بونگ
ناحیه زالتسبورگ-اومگه‌بونگ (به آلمانی: Salzburg-Umgebung District) یک ناحیه در اتریش است که در ایالت زالتسبورگ واقع شده‌است. ناحیه زالتسبورگ-اومگه‌بونگ ۱۴۰٬۹۱۴ نفر جمعیت دارد.